# Liste der Naturdenkmale in Dornstetten
| Naturdenkmale | Anzahl |
| ------------- | ------ |
| FND           | 0      |
| END           | 12     |
| Gesamt        | 12     |

Die Liste der Naturdenkmale in Dornstetten nennt die verordneten Naturdenkmale (ND) der im baden-württembergischen Landkreis Freudenstadt liegenden Stadt Dornstetten. In Dornstetten gibt es insgesamt zwölf als Naturdenkmal geschützte Objekte, keines ist ein flächenhaftes Naturdenkmal (FND), alle sind Einzelgebilde-Naturdenkmale (END).
Stand: 31. Oktober 2016.

## Einzelgebilde (END)
| Name                     | Bild | Kennung     | Einzelheiten | Position | Fläche Hektar | Datum        |
| ------------------------ | ---- | ----------- | ------------ | -------- | ------------- | ------------ |
| 1 Bergahorn              | BW   | 82370190011 | Dornstetten  | ⊙        | 0,0           | 1. Apr. 1992 |
| 1 Blutbuche              | BW   | 82370190003 | Dornstetten  | ⊙        | 0,0           | 1. Apr. 1992 |
| 1 Sommerlinde            | BW   | 82370190001 | Dornstetten  | ⊙        | 0,0           | 1. Apr. 1992 |
| 1 Sommerlinde            | BW   | 82370190002 | Dornstetten  | ⊙        | 0,0           | 1. Apr. 1992 |
| 1 Sommerlinde            | BW   | 82370190007 | Dornstetten  | ⊙        | 0,0           | 1. Apr. 1992 |
| 1 Sommerlinde            | BW   | 82370190010 | Dornstetten  | ⊙        | 0,0           | 1. Apr. 1992 |
| 1 Stieleiche             | BW   | 82370190005 | Dornstetten  | ⊙        | 0,0           | 1. Apr. 1992 |
| 1 Stieleiche             | BW   | 82370190006 | Dornstetten  | ⊙        | 0,0           | 1. Apr. 1992 |
| 1 Stieleiche             | BW   | 82370190009 | Dornstetten  | ⊙        | 0,0           | 1. Apr. 1992 |
| 1 Stieleiche             | BW   | 82370190012 | Dornstetten  | ⊙        | 0,0           | 1. Apr. 1992 |
| 1 Winterlinde            | BW   | 82370190008 | Dornstetten  | ⊙        | 0,0           | 1. Apr. 1992 |
| 2 Sommerlinden           | BW   | 82370190004 | Dornstetten  | ⊙        | 0,0           | 1. Apr. 1992 |
| Legende für Naturdenkmal |      |             |              |          |               |              |